# Zbojská
Zbojská (726 m n.p.m.) – przełęcz w Rudawach Weporskich (Słowacja), oddzielająca grupę Fabowej Hali od grupy Balockich Wierchów (słow. Balocké vrchy). Stanowi jedną z najważniejszych przełęczy w głównym grzbiecie wododziałowym łańcucha Rudaw Słowackich, oddzielającym dorzecze Hronu na północy od dorzeczy Ipoli i Rimawy (Sajó) na południu. Spod przełęczy na północny zachód spływa potok Rohozná (dopływ Hronu), natomiast na południowy wschód – potok Furmanec, dopływ Rimawy.
Przez przełęcz biegnie droga krajowa I kategorii nr I/72 (do 2008 roku droga II kategorii nr 530) z miejscowości Tisovec (na południu) do Brezna w dolinie Hronu (na północy), poprowadzona w linii dawnego traktu handlowego łączącego Gemer z Pohroniem. Wzdłuż drogi biegnie również normalnotorowa linia kolejowa nr 174, łącząca te dwa miasta. Jest ona interesująca m.in. z tego względu, że najstromsze odcinki pod przełęczą są wyposażone w trzecią szynę zębatą tzw. systemu Abta. Była to jedna z nielicznych w tej części Europy kolei zębatych (kursujące obecnie lekkie składy motorowe nie korzystają z trzeciej szyny).
Stoki wokół przełęczy już w XVII – XVIII w. zostały w znacznej części wylesione na skutek działalności człowieka (pasterstwo). Romantyczne otoczenie i interesujące widoki już w latach międzywojennych przyciągały tu wielu turystów. W letnie niedziele spotykali się tu często przedstawiciele inteligencji z niedalekiego Tisovca.
Okolice przełęczy należały do ulubionych miejsc pochodzącego z Tisovca słowackiego prawnika, publicysty i komunistycznego polityka Vladimira Clementisa (1902-1952), który często spotykał się tu ze swoimi słowackimi i czeskimi przyjaciółmi.
Obecnie znajduje się tu przystanek autobusów oraz przystanek na wspomnianej linii kolejowej. Wokół przełęczy znajduje się kilka niewielkich pensjonacików i sporo prywatnych domków letniskowych. Około 15 min marszu na północ od przełęczy znajduje się schronisko turystyczne chata Zbojská.

## Szlaki turystyczne
Wspomniany przystanek kolejowy (tuż poniżej przełęczy, po jej stronie północno-zachodniej) jest punktem wyjścia szlaków turystycznych:
 na Klenovský Vepor 4.45 godz.;
 na Fabową Halę ok. 3.00 godz.;
 na Fabową Halę ok. 2.30 godz.
Wymienione wyżej odcinki szlaków czerwonych są częścią dalekobieżnego, czerwono znakowanego szlaku turystycznego, tzw. Rudnej magistrali.